# Oscar Flensburg (1820–1883)
Frans Oscar Flensburg, född 7 april 1820 i Malmö, död 4 november 1883 i Gävle, var en svensk industriman. Han var son till handelsmannen och skeppsredaren Mathias Flensburg, bror till August och Theodor Flensburg samt far till Oscar Flensburg.
Flensburg växte upp i Malmö och blev elev på apoteket Fläkta örn i staden 1835. Efter att ha avlagt apotekarexamen 1842 reste han till Storbritannien där han blev amanuens i kemi vid Durhams universitet och senare samma år assistent vid Chemical Agricultural Society i Edinburgh. Efter att ha återkommit till Sverige 1844 fick han anställning vid apoteket Lejonet i Gävle och övertog 1846 själv apoteket. Från 1857 bortarrenderade han dock apoteket och 1861 sålde han det. 
I stället startade han 1861 en fabrik för tillverkning av skopligg, den första i sitt slag i Sverige. Han startade även en fabrik för tillverkning av tändsticksämnen 1870, en för tillverkning av trådrullar och en för tillverkning av trämassa 1872, alla i Gävle. År 1875 råkade han dock i ekonomiska svårigheter och endast genom att brödernas firmor gick in som ägare i hans bolag lyckades de rädda dessa. Under firmanamnet F O Flensburg & Co startade han en ny skopliggsfabrik i Sätra 1880.
Flensburg var även från 1848 ledamot av Gävleborgs läns hushållningssällskaps förvaltningsutskott. Åren 1866-1868 var han rådman och från 1865 preussisk och 1871 tysk konsul i Gävle. År 1865 blev han även verkställande direktör för Gefle filialbank och 1872 för Gävlebanken.